# Carnevale di San Paolo
Il Carnevale di San Paolo (in portoghese: Carnaval de São Paulo) è un grande Carnevale brasiliano. Presenta una sfilata di scuole di samba e si svolge nel Sambodromo di Anhembi in San Paolo durante il venerdì e il sabato alla notte della settimana di Carnevale. È attualmente considerato uno dei maggiori e importanti eventi popolari del Brasile.

## Storia
Le origini del Carnevale risalgono a un gioco del XV secolo in cui le persone si lanciavano acqua e altri liquidi l'una contro l'altra. Da allora, si è evoluto e ha assunto forme diverse nei vari luoghi in cui si è diffuso. San Paolo è stata fortemente influenzata per le persone che migrarono dalla campagna alla città, così come per il contesto della crisi del settore del caffè. Pertanto, la popolazione di San Paolo è stata il risultato dell'esodo rurale causato per la crisi del caffè che ha innescato l'inizio del Carnevale di San Paolo.
Le celebrazioni del Carnevale e del samba stesso in San Paolo sono leggermente diverse del Carnevale di Rio de Janeiro, sebbene vi sia una netta differenza nel ritmo del suono - in altre parole, nella velocità e nel tempo della musica. Gli artisti di samba di San Paolo erano abituati alle vite difficili nelle piantagioni di caffè e migrarono alla città in cerca di lavoro. L'autore e giornalista di San Paolo Plínio Marcos definì il samba di San Paolo come "il samba di lavoro, difficoltà, attratto per il tamburo", che contrastava notevolmente con il lirismo e la cadenza del samba di Rio de Janeiro.

### Regine di Carnevale
| Anni | Regine di Carnavale  | 1ª Principessa      | 2ª Principessa       | Note   |
| ---- | -------------------- | ------------------- | -------------------- | ------ |
| 1998 | Simone Sampaio       |                     |                      | [ 3 ]  |
| 1999 | Simone Sampaio       |                     |                      | [ 3 ]  |
| 2002 | Amanda Barbosa       | Adriana Alves       | Eliane dos Santos    |        |
| 2003 | Juliana Oliveira     | Cláudia dos Santos  | Ana Beatriz Godoi    | [ 4 ]  |
| 2004 | Juliana Oliveira     | Lylian Bragança     | Érica Moraes         |        |
| 2005 | Magali Cruz          | Débora Pires        | Camila Campos        | [ 5 ]  |
| 2006 | Elizabeth Almeida    | Michelly Wendy      | Amanda Eliseu        | [ 6 ]  |
| 2007 | Roberta Kelly        | Gizele de Oliveira  | Mara Kelly           | [ 7 ]  |
| 2008 | Valeska Reis         | Thais Palmares      | Renata Souza         | [ 8 ]  |
| 2009 | Camila Silva         | Elaine de Abreu     | Mara Kelly           | [ 9 ]  |
| 2010 | Déborah Caetano      | Beatriz Costa       | Cinthia Viana        | [ 10 ] |
| 2011 | Luana Campos         | Elaine de Abreu     | Lanna Moraes         | [ 11 ] |
| 2012 | Andreza Sobrinho     | Cintia Cristina     | Joyce Glaucia        | [ 12 ] |
| 2013 | Ariellen Dominiciano | Kimberlyn Muriel    | Jéssica Cristine     | [ 13 ] |
| 2014 | Cláudia Higino       | Mayara Santos       | Michelle Tobias      | [ 14 ] |
| 2015 | Theba Pitylla        | Katia Salles        | Natacha Moura        |        |
| 2016 | Verônica Bolani      | Tarine Lopes        | Daniela Silva        | [ 15 ] |
| 2017 | Fernanda Catanoce    | Mayra Barbosa       | Priscila Gonçalves   | [ 16 ] |
| 2018 | Gabriela Lélis       | Kimberlyn Muriel    | Larissa Della Mônica | [ 17 ] |
| 2019 | Jéssica Bueno        | Bruna Maia          | Acássia Nascimento   | [ 18 ] |
| 2020 | Mariana Pedro        | Mariana Vasconcelos | Daniela Orcisse      |        |
| 2023 | Rhawane Izidoro      | Nathany Piemonte    | Madu Fraga           | [ 19 ] |
| 2024 | Jennifer Weida       | Bruna de Jesus      | Talita Soares        | [ 20 ] |